# Hammamizade İsmail Dede Efendi
Hammamizade Ismail Dede Efendi (Istanbul, 9 gennaio 1778 – Mecca, 29 novembre 1846) è stato un compositore di musica classica ottomana.

## Biografia
Egli nacque il 9 gennaio 1778 a Istanbul, nella mahalle di Şehzadebaşı. Iniziò a studiare musica con Mehmed Emin Efendi, all'età di otto anni. Frequentava i rituali sufi alla Yenikapı Mevlevihanesi, un luogo di ritrovo di Mevlevi. Studiò con Ali Nutki Dede e imparò a suonare il ney, nella Yenikapı Mevlevihanesi. Divenne Dede ("maestro") nel 1799. La musica di Dede Efendi fu apprezzata dal Sultano Selim III e quindi egli eseguì le sue opere a palazzo. Egli compose centinaia di canzoni e riti mevlevi. Nel 1846 si recò in pellegrinaggio alla Mecca, ma a Mina (sobborgo della Mecca) contrasse il colera e morì. La sua tomba è ora alla Mecca.

## La sua musica
Dede Efendi diede lezioni di musica turca a Hamparsum Limonciyan, l'inventore della notazione omonima, la notazione dominante per la musica turca. Uno dei più grandi compositori turchi, ha creato capolavori in tutte le forme e modalità della musica turca. Ha anche sviluppato i modi musicali compositi di "sultanî yegâh", "nev-eser", "saba-buselik", "hicaz-buselik" e "araban kürdî". Le sue opere più importanti sono i sette pezzi Mevlevi per Samah. Più di duecento delle sue composizioni sono arrivate sino a oggi.

## Il suo museo
La sua casa e il suo salone di musica nel quartiere di Kumkapı a Istanbul sono stati conservati e sono ora un museo.

## Galleria d'immagini

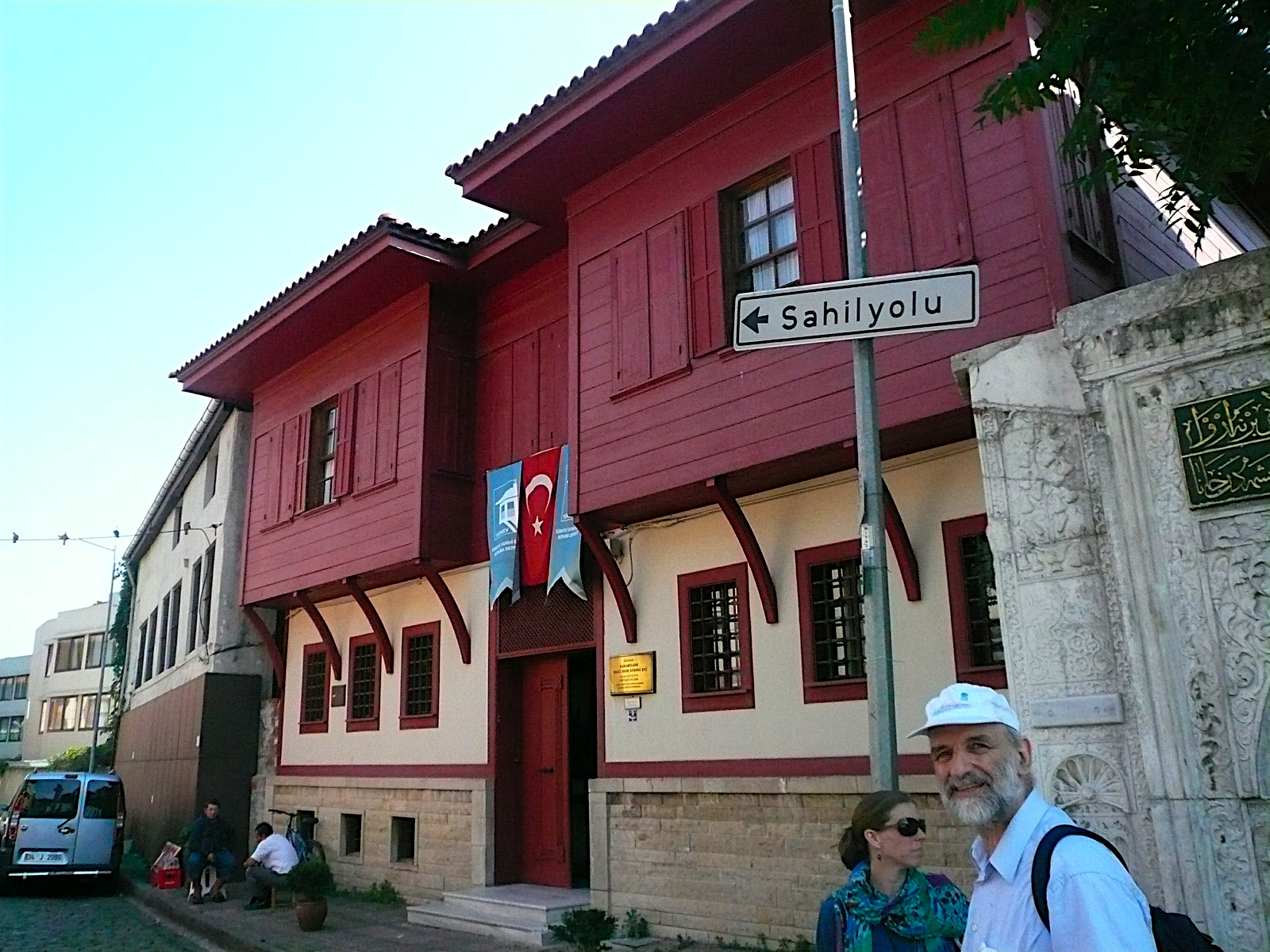
Il museo di Dede Efendi a Kumkapı
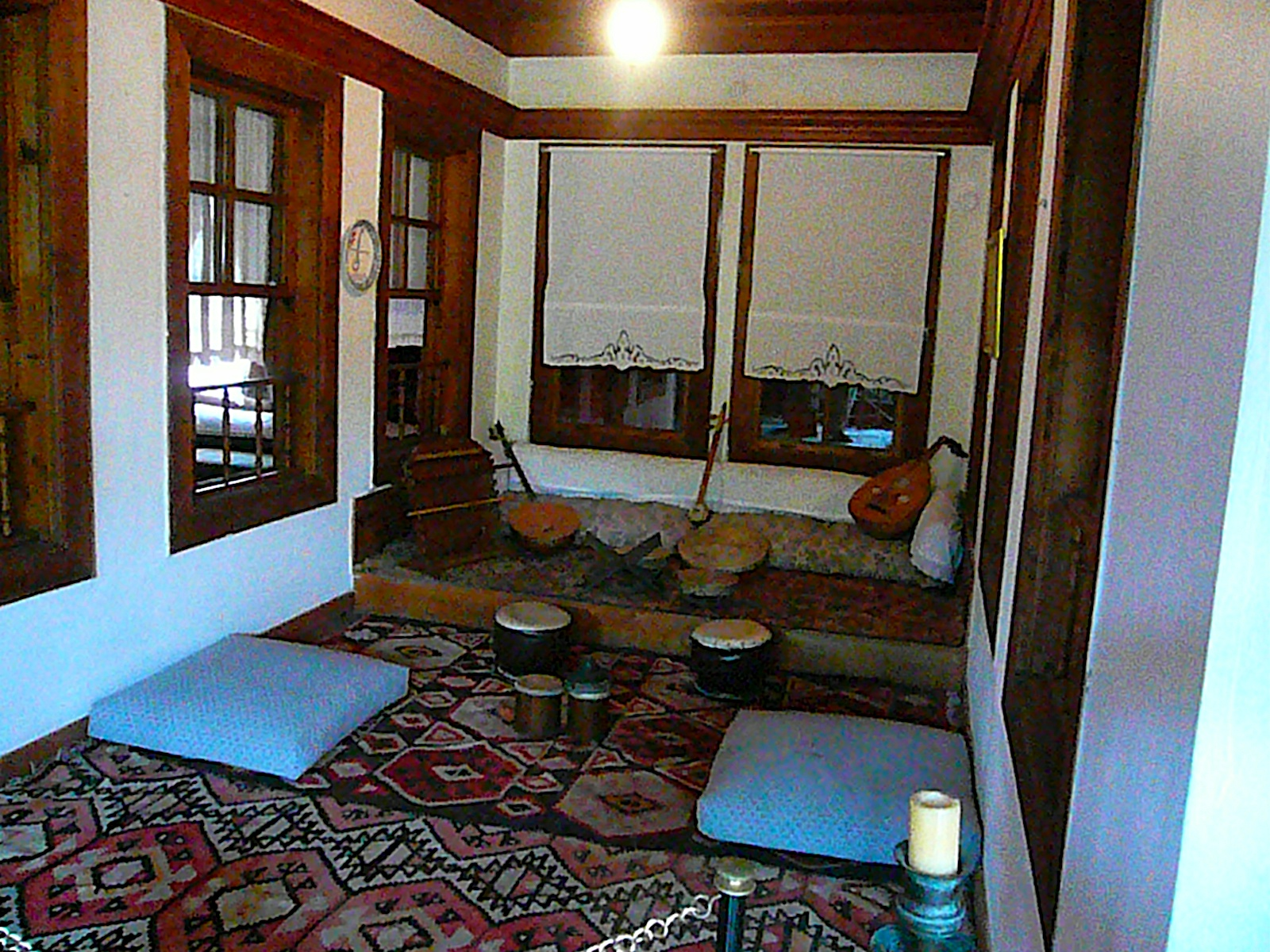
i suoi strumenti originali
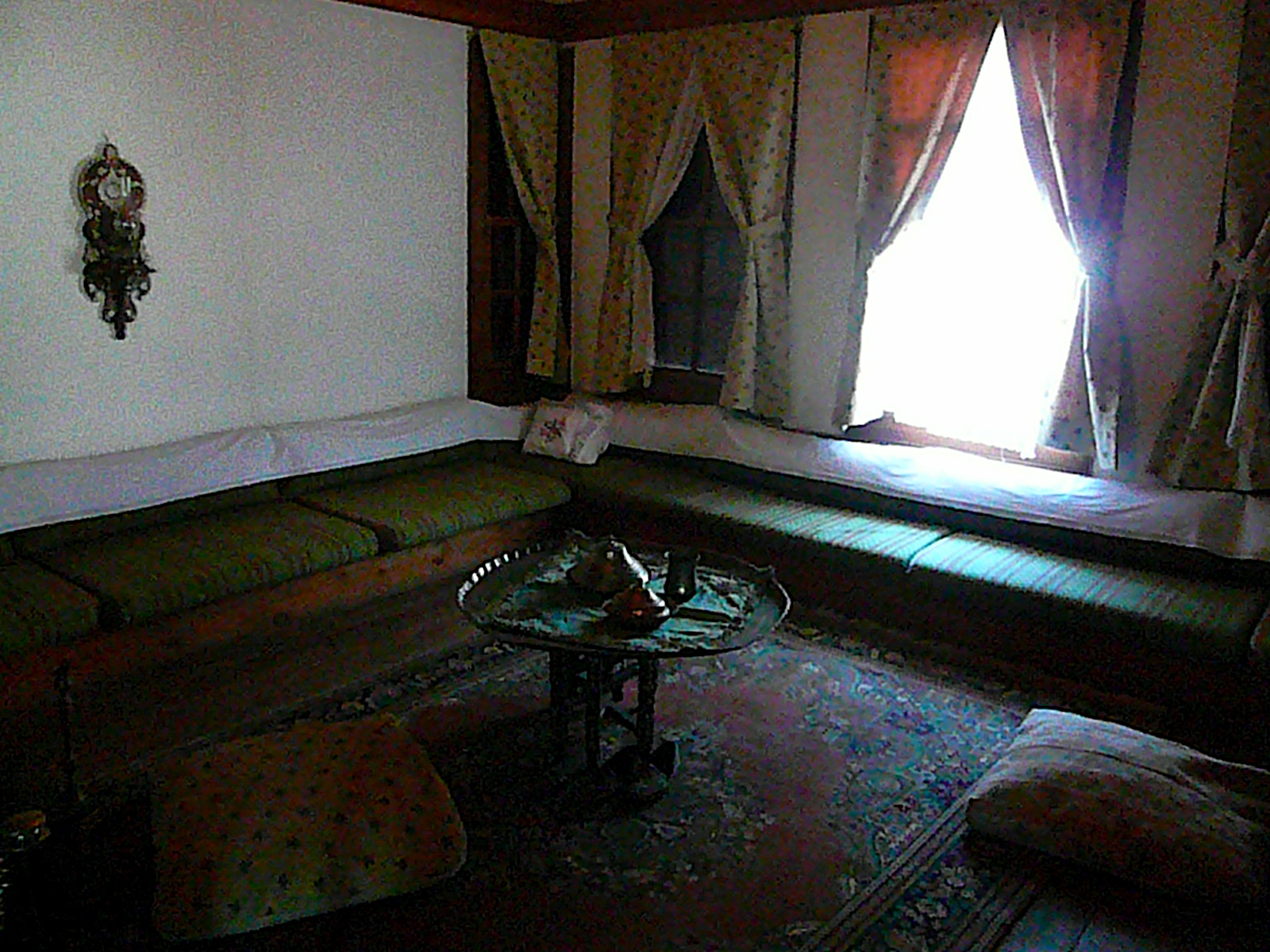
Salone di Musica
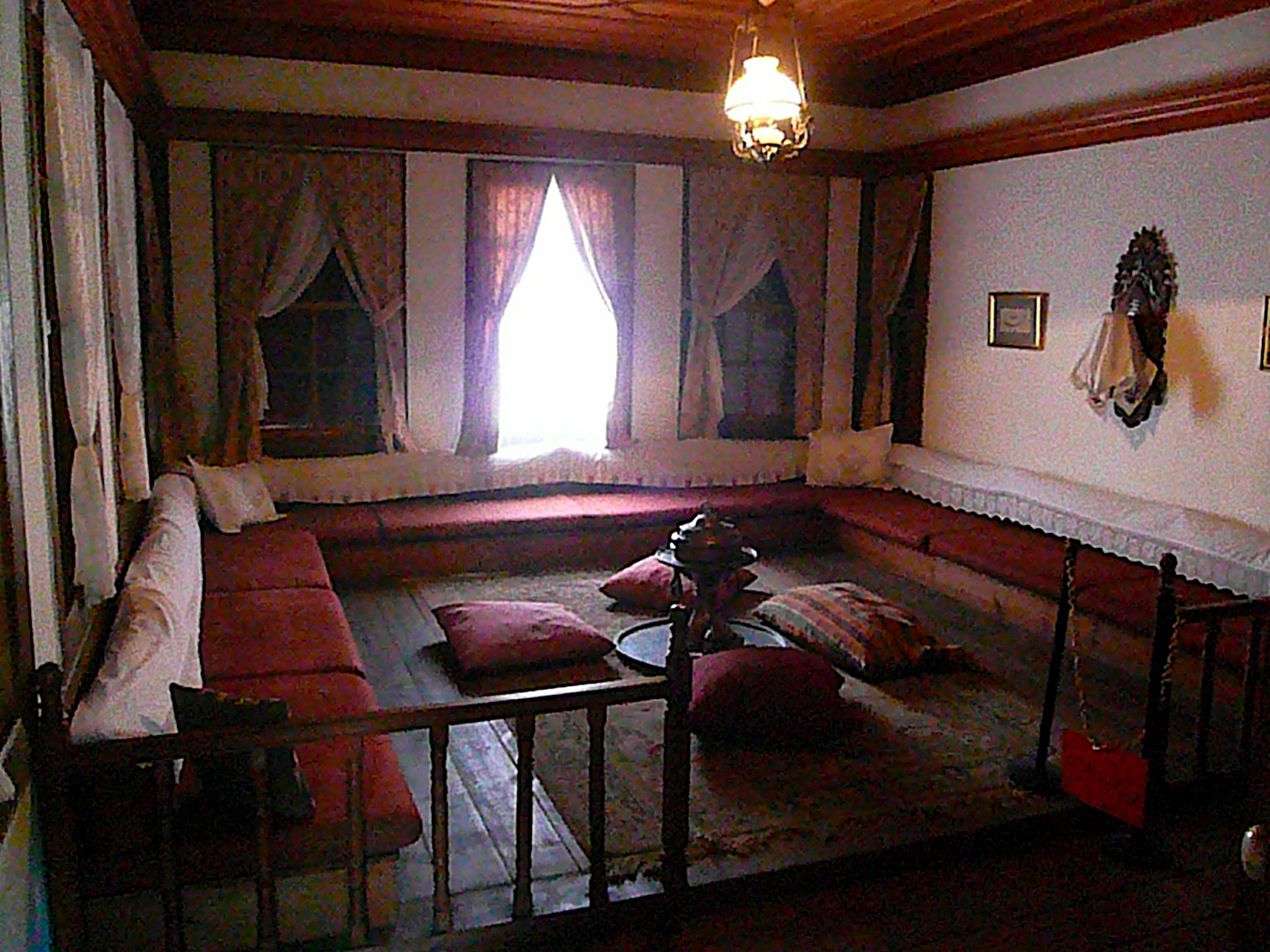
Salone degli ospiti